# Nicolaus Stampeel
Nicolaus Stampeel (* 29. August 1673 in Hamburg; † 23. Mai 1749 ebenda) war ein deutscher Jurist, Archivar, Ratsherr und Bürgermeister von Hamburg.

## Herkunft und Familie
Stampeel war ein Sohn des Seidenhändlers Hinrich Stampeel († 1699) aus dessen zweiter Ehe mit Elisabeth von der Fechte († 1684), Tochter des Seidenhändlers, Oberalten und Ratsherrn Nicolaus von der Fechte († 1660).
Verheiratet war er seit dem 4. Juni 1709 mit Johanna Lastrop (1688–1732), Tochter des Kaufmanns und Juraten an Sankt Petri Barthold Lastrop (1658–1705). Aus dieser Ehe entsprossen fünf Kinder.

## Leben und Wirken
Stampeel besuchte die Gelehrtenschule des Johanneums und ab 1691 das Akademische Gymnasium in Hamburg. Vincent Placcius gehörte hier zu seinen Lehrern. Anschließend studierte er ab 1696 Jurisprudenz an den Universitäten Leipzig, Straßburg und Leiden. Nachdem er in Leiden die Vorlesungen von Philipp Reinhard Vitriarius gehört hatte, promovierte er am 13. Dezember 1707 zum Doktor der Rechte unter dem damaligen Rektor Jacobus Perizonius und kehrte danach nach Hamburg zurück.
Ab 1708 wirkte Stampeel als Advokat in Hamburg, bevor er am 10. September 1710 zum Archivar ernannt wurde. 1713 reiste er als solcher mit einer hamburgischen Gesandtschaft nach Utrecht und nahm an den Verhandlungen zum Friede von Utrecht teil. Diese Verhandlungen dienten auch als Grundlage des 1716 abgeschlossenen hamburgisch-französischen Handelsvertrags. Am 17. April 1721 wurde er zum Ratsherrn gewählt. Sein Nachfolger als Archivat wurde Nicolaus Wilckens. Am 14. Mai 1743 wurde Stampeel als Nachfolger von Johann Anderson zum Bürgermeister gewählt und führte dieses Amt sechs Jahre lang bis zu seinem Tod. Am 2. Juni 1749 wurde er in der Hauptkirche Sankt Nikolai beigesetzt. Auf seinen Tod wurde ein Bürgermeisterpfennig geprägt.

## Werke
- De Iure Naturali Usurae Disputatio Philosophica ex Accessionibus Iuris Naturalis. Conrad Neumann, Hamburg 1695, OCLC 50462482.
- Dissertatio juris publici inauguralis de eo Quod interest Imperii R. G. circa Civitates Imperiales. Abraham Elsevier, Leiden 1707, OCLC 248105691 (Digitalisat auf den Seiten der Bayerischen Staatsbibliothek [abgerufen am 15. Februar 2015]).